# Paulimühle
Paulimühle ist ein Ortsteil der Gemeinde Markt Schwaben im Landkreis Ebersberg in Bayern, Regierungsbezirk Oberbayern.
Die Einöde liegt nordöstlich vom Ort Markt Schwaben an der Anzinger Sempt. Südlich verläuft die Isener Straße. Zwischen Paulimühle und Markt Schwaben befindet sich eine namenlose Siedlung, östlich die Schußmühle, die zur Nachbargemeinde Forstinning gehört. Südlich der Isener Straße (Staatsstraße 2332) liegt die ebenfalls zu Markt Schwaben gehörende Hanslmühle.

## Geschichte
Im herzoglichen Urbar von 1269/71 wird die Paulimühle als Eigentum der Wittelsbacher genannt. Sie wird später Ullmül und Nidermül genannt. 1554 erscheint der Name Paulimühle.
Am 7. Januar 1717 brannte die Paulimühle komplett ab, wurde aber wieder aufgebaut. 1720 gehörte zur Mühle ein Hueb. 1844 wurde die kleine Kapelle auf der Südseite der Isener Straße gebaut. Sie gehörte zur Mühle und steht unter Denkmalschutz. 1912 brannten Wohnhaus und Wirtschaftsgebäude ab und wurden neu errichtet.